# Radarreflector

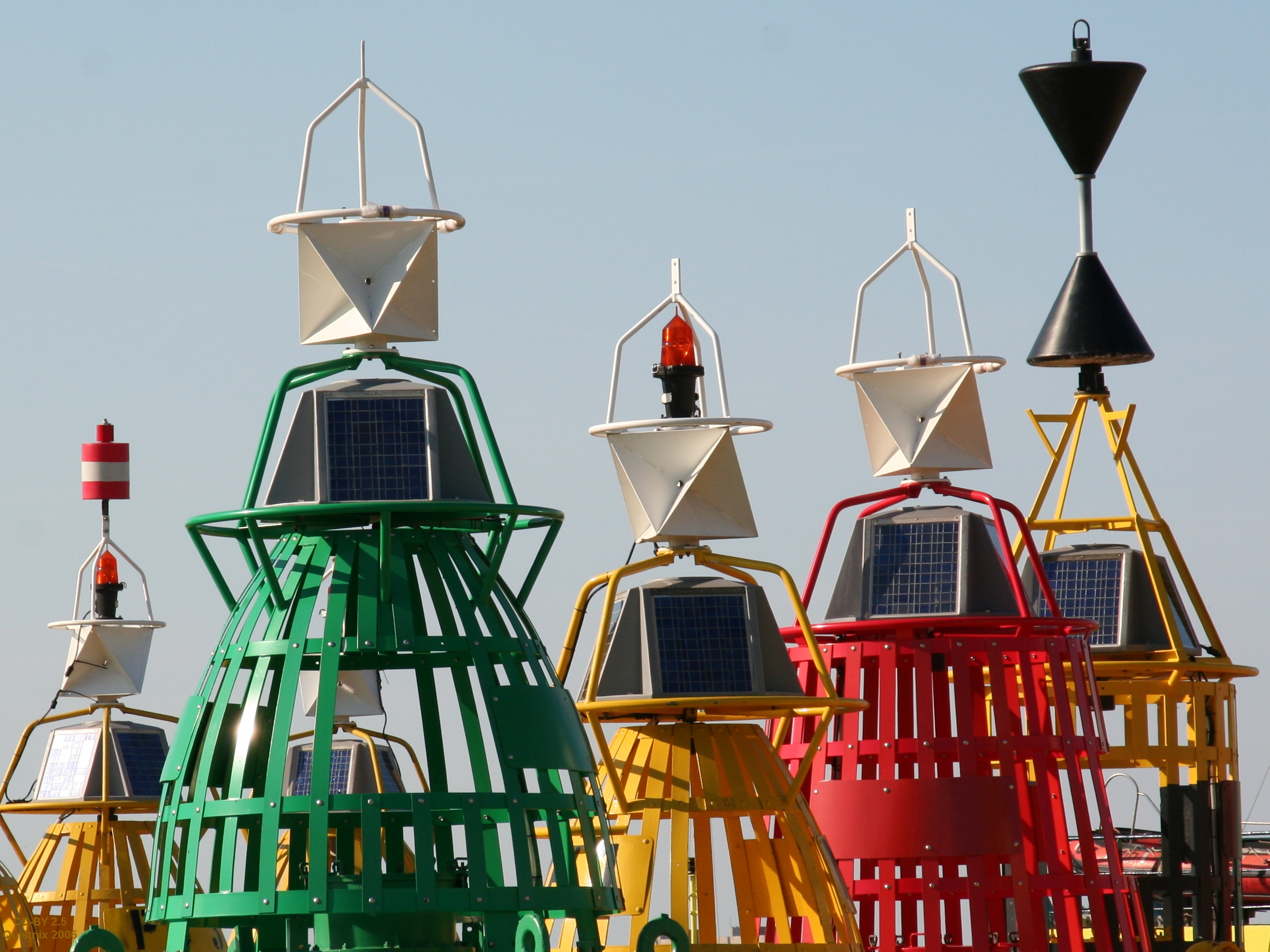
Het witte ding op de drie middelste boeien is een radarreflector.

Een radarreflector is een toestel dat gemaakt is om signalen van een radarinstallatie te reflecteren.
Radar werkt in principe met echo's die door vrijwel alle objecten worden teruggekaatst.
Deze echo's worden in alle richtingen teruggekaatst en er wordt slechts een zeer zwak signaal door de radarinstallatie opgevangen.

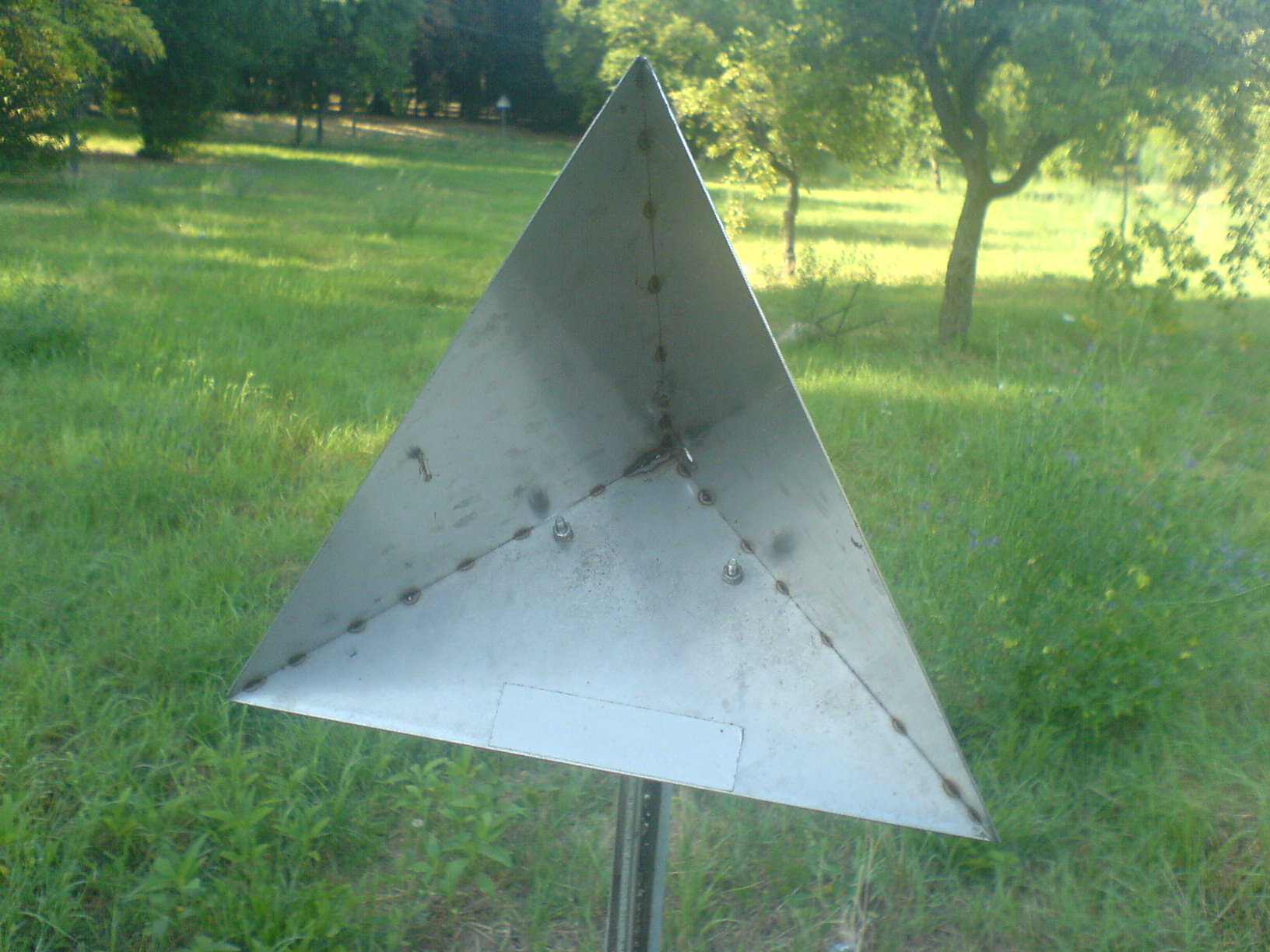
Drie metalen plaatjes onder een hoek van 90 graden

Om het teruggekaatste signaal te versterken, zijn veel objecten voorzien van een radarreflector.
Zo'n reflector bestaat uit twee of drie metalen plaatjes die onder een hoek van precies 90 graden aan elkaar zijn gelast en zo werken als retroreflector. Een radarsignaal wordt daardoor niet in alle richtingen teruggekaatst, maar alleen in de richting waar het signaal vandaan kwam, dus terug naar de radarinstallatie. Hierdoor wordt er een veel sterker signaal ontvangen. Er bestaan ook radarreflectoren die in plaats van metalen plaatjes een lüneburglens gebruiken.
Radarreflectoren worden gemonteerd op brugpijlers, in scheepsmasten en op boeien. Ook worden ze gebruikt op vliegvelden, dit gebeurt als er door het landschap alleen een categorie 1 approach gemaakt kan worden. Door het plaatsen van de reflectoren kan de approach naar een categorie 2 landing worden gekwalificeerd.

## Actieve reflectie
Om het signaal nog verder te versterken, kan een object (bijvoorbeeld een schip of vliegtuig) voorzien zijn van een transponder, hetgeen een radarbaken wordt genoemd. Dit is een elektronisch toestel dat op ontvangst van een radarsignaal reageert door zelf een radarsignaal op te wekken en uit te zenden. Meestal zendt een transponder nog meer informatie uit, zoals een identificatienummer. Dit nummer kan door een moderne radarinstallatie op het scherm worden getoond.

## Militaire misleiding
Er bestaan transponders die een signaal met enige vertraging uitzenden.
Hierdoor ziet de vijand een echo van een vliegtuig dat zich verder weg lijkt te bevinden.
De echte echo van het vliegtuig is veel zwakker en kan met stealth nog meer worden verzwakt.